# Amityville Horror (film 2005)
 Amityville Horror (The Amityville Horror) è un film horror del 2005, diretto dal regista Andrew Douglas, remake dell'omonima pellicola del 1979 di Rosenberg, a sua volta ispirato dal libro Orrore ad Amityville di Jay Anson del 1977.

Sia il libro che il film sono ispirati a fatti realmente accaduti, raccontando della permanenza di soli 28 giorni della famiglia Lutz, a causa di strane oscure presenze, presso la casa di 112 Ocean Avenue  nel 1975, a Long Island, Stati Uniti dove l'anno prima, Ronald DeFeo Jr. vi sterminò la famiglia a colpi di fucile.

## Trama
Nel 1975, i coniugi George e Katy Lutz coronano il loro sogno acquistando una casa coloniale a Long Island a basso prezzo, ma vengono a sapere che, proprio nell'abitazione, in passato fu consumato un omicidio.

Durante i primi giorni di permanenza poi, accadono strani eventi, come quando trovano la loro piccola figlia in procinto di farsi del male, la prima volta mentre sta per gettarsi nel fiume, la seconda mentre è in bilico sul tetto della casa. In entrambi i casi, la bambina dirà di essere stata consigliata da una certa "Jodie". Infuriata, Katy non sa come gestire la cosa, mentre gli eventi si fanno sempre più inspiegabili; contestualmente, George sta diventando aggressivo e violento, influenzato da una strana atmosfera che aleggia nella cantina di casa. Inoltre, ogni notte alle 3:15, sembra che la casa inizi a "vivere", provocando inquietanti rumori; il culmine dell'assurdo viene raggiunto la sera del loro anniversario, quando la baby sitter chiamata da Katy per badare ai bambini viene sconvolta dalla visione della fantomatica "Jodie". Katy, testarda e determinata ma soprattutto atterrita dalla scritta "PRENDILI E UCCIDILI" trovata sul frigorifero, corre a chiamare il reverendo per far benedire la casa, ma quando anche quest'ultimo fugge via terrorizzato la donna prende in mano la situazione e va ad informarsi in biblioteca scoprendo che la casa, costruita nell'ultima metà del 1600, poggia le sue fondamenta su un antico cimitero indiano creato da un uomo di nome Jeremiah che torturava gli indiani proprio su quella terra. Correndo a casa trova un marito del tutto irriconoscibile e tre bambini spaventati, e, avendo in gran parte ricostruito le circostanze dell'omicidio dei DeFeo associandole alla sua esperienza personale, comprende il perché del comportamento di George; quest'ultimo non vuole però spostarsi dalla casa nonostante lei insista nell'abbandonarla in quanto teatro di violenza e le impedisce di scappare con i bambini inseguendola per la casa e sul tetto in una notte di pioggia, ormai plagiato dalle voci che solo lui può sentire che lo obbligano a portare avanti la sua follia: ucciderli tutti. In un momento di lucidità, George urla a Katy di ammazzarlo altrimenti lui avrebbe ammazzato lei, ma la donna lo stordisce con un colpo in testa trascinandolo su una barca, dalla quale, una volta allontanato dalla casa, George si riprende guardando da lontano il 112 di Ocean Avenue.

## Produzione
Il film è costato circa 18 milioni di dollari ed è stato girato fra il 2 agosto e il 12 ottobre 2004. Eccetto per le finestre dell'attico e per lo stile coloniale tedesco, la riproduzione della casa non corrisponde alla vera casa di Amityville come era al tempo in cui si dice fosse accaduto l'evento. Inoltre, a causa dell'enorme interesse turistico per l'abitazione, la casa originale è stata modificata ed ora è meno riconoscibile. Poco prima che le riprese iniziassero, il cadavere di un pescatore emerse dalle acque antistanti la casa. Il vero indirizzo della casa in cui la famiglia Lutz si trasferì è 112 Ocean Avenue, mentre nel film, quando i Lutz visitano la casa per la prima volta, l'indirizzo risulta essere 412 Ocean Avenue.

## Accuse legali
Il vero George Lutz ha denunciato tale storia, definendo il tutto come "sciocchezze". Egli era ancora in causa con gli autori del film al momento della sua morte, avvenuta nel maggio 2006, mentre William Weber, legale di Ronald DeFeo al processo del 1975, dichiarò che la storia era del tutto frutto della fantasia di DeFeo e dalla famiglia Lutz.

## Serie cinematografica di Amityville
Oltre questo film e il primo film omonimo del 1979, l'intera saga di Amityville comprende:
- Amityville Possession (Amityville II: The Possession, 1982)
- Amityville 3D (Amityville 3-D, 1983)
- Amityville Horror - La fuga del diavolo (Amityville: The Evil Escapes, 1989)
- Amityville - Il ritorno (The Amityville Curse, 1990)
- Amityville 1992: It's About Time (1992) inedito in Italia
- Amityville: A New Generation (1993) inedito in Italia
- Amityville Dollhouse (Amityville: Dollhouse, 1996)
- The Amityville Haunting (The Amityville Haunting, 2011) inedito in Italia
- The Amityville Asylum (The Amityville Asylum, 2013)
- Amityville - Il risveglio (Amityville: The Awakening, 2017)
- Il massacro di Amityville (The Amityville Murders, 2018)